# ماكس لانديس (كرة سلة)
ماكس لانديس (بالإنجليزية: Max Landis)‏ مواليد 2 فبراير 1993 في إنديانابوليس، هو لاعب كرة سلة أمريكي. بدأ مسيرته الاحترافية في سنة 2016. يلعب في الدوري البلجيكي لكرة السلة الدرجة الأولى كلاعب هجوم خلفي. يحمل الرقم 20. يبلغ طوله 6 قدم 2 بوصة (1.9 م).

## روابط خارجية
- ماكس لانديس على موقع كرة السلة الأوروبية.كوم (الإنجليزية)
- ماكس لانديس على موقع كلية كرة السلة في سبورتس رفرنس.كوم (الإنجليزية)
- ماكس لانديس على موقع ريلجم (الإنجليزية)
- ماكس لانديس على موقع بروبوليرز (الإنجليزية)